# ZA-104
La ZA-104 es una carretera autonómica perteneciente a la Red Complementaria Preferente de carreteras de la Junta de Castilla y León.
El inicio de esta carretera está en la N-525, en las cercanías de la localidad de Puebla de Sanabria, y acaba en la localidad de Ribadelago Viejo, dando acceso también al poblado de Moncabril. La longitud de esta carretera es aproximadamente de 16 km y transcurre por la comarca de Sanabria, sirviendo de acceso al Lago de Sanabria.
Durante todo su recorrido consta de una sola calzada, con un carril para cada sentido de circulación y tiene un ancho de plataforma de 7 metros. Su limitación de velocidad es de 60 km/h, debido a la proximidad entre las localidades, las numerosas curvas y la peligrosidad de los animales sueltos.

## Nomenclatura[3]
Antes de 2002, esta carretera mantenía su denominación de  ZA-104 , según refleja el Plan de Carreteras de la Junta de Castilla y León del periodo 2002-2007.

## Localidades de paso
- El Puente (km 4,200)
- Cubelo (km 5,100)
- Galende(km 5,900)
- Ribadelago Nuevo (km 14,900)
- Ribadelago Viejo (km 15,800)

## Tramos

### Situación actual
| Tramo                                                       | PK Inicio | PK Final | Longitud | Sección actual |
| ----------------------------------------------------------- | --------- | -------- | -------- | -------------- |
| Puebla de Sanabria ( N-525 )-Moncabril ( Lago de Sanabria ) | 0,000     | 16,220   | 16,220   | 7/10           |

### Actuaciones previstas en el Plan Regional Sectorial de Carreteras 2008-2020 de la Junta de Castilla y León[1]
| Tramo                                                       | PK Inicio | PK Final | Longitud | Actuación | Sección final | Valoración Mill. € | Sección inicial | Estado de la Actuación |
| ----------------------------------------------------------- | --------- | -------- | -------- | --------- | ------------- | ------------------ | --------------- | ---------------------- |
| Puebla de Sanabria ( N-525 )-Moncabril ( Lago de Sanabria ) | 0,000     | 16,220   | 16,220   | Refuerzo  | 7/10          | 1,60               | 7/10            | En servicio (2011)     |

## Trazado

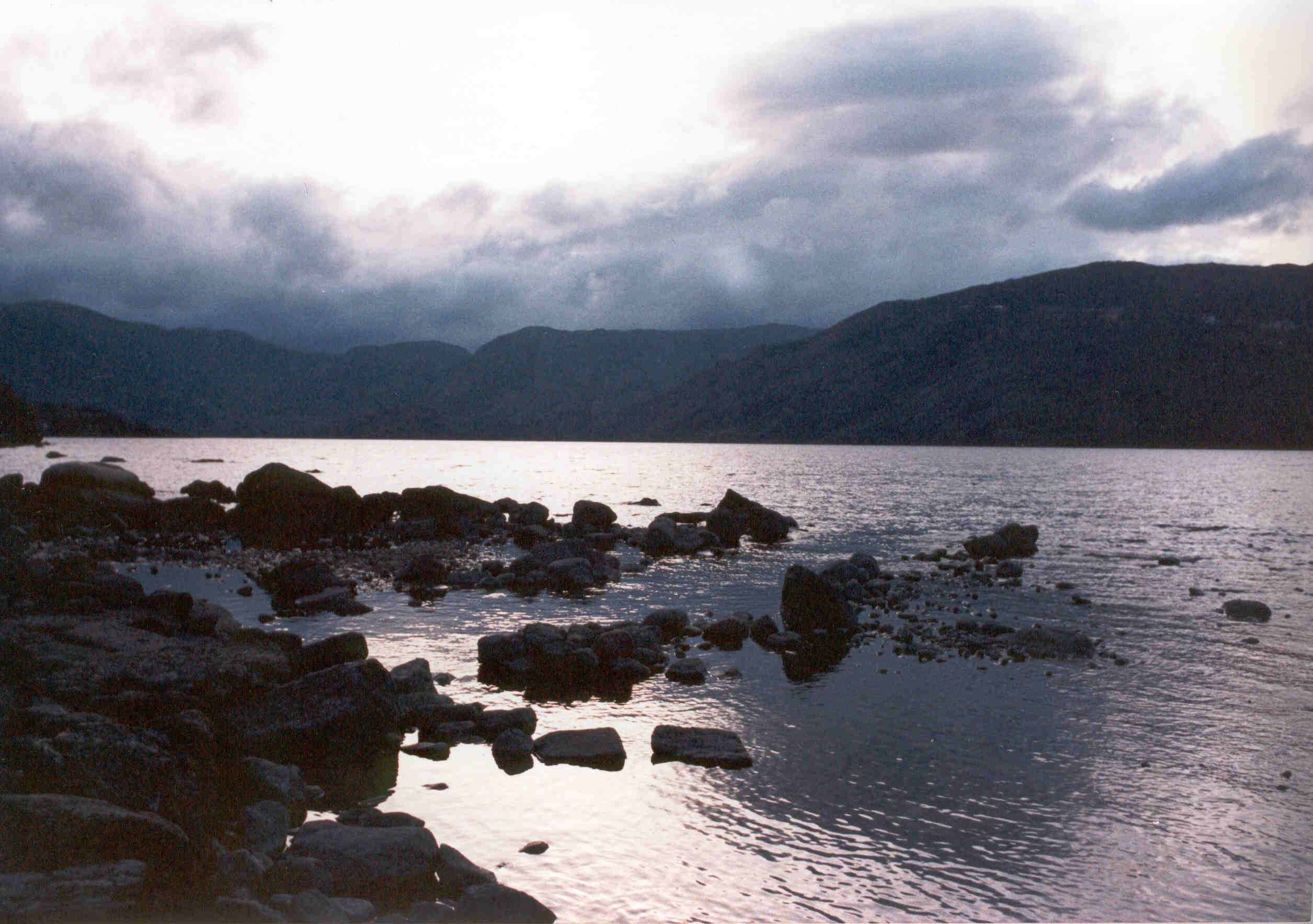
Lago de Sanabria, lugar por donde discurre la parte final de la ZA-104.

La carretera parte de la rotonda situada al noreste de Puebla de Sanabria, en la N-525, y continúa hacia el norte. Antiguamente, esta rotonda no existía, ya que se construyó, al igual que el comienzo de esta carretera, con la A-52. Entonces existía el tramo antiguo el cual partía del puente sobre el río Tera en Puebla de Sanabria y únicamente se podía evitar tener que entrar a Puebla de Sanabria si se concucía dirección Orense por la N-525, ya que existía un ramal en el puente que cruza sobre esta. A partir de este primer tramo, la carretera discurre por las cercanías de Castellanos; enlaza con la carretera de Sampil y Robleda, y llega a El Puente. Aquí existen carreteras que enlazan con Trefacio, con Barrio de Lomba y con Sotillo de Sanabria. Desde aquí la carretera llega a la rotonda de Rabanillo, que enlaza también con nueva Casa del Parque, que susutituye al Centro de Interpretación del Parque en San Martín de Castañeda. Después se llega a la localidad de Cubelo y posteriormente a Galende. Tras abandonar Galende, la carretera se adentra en el parque natural del Lago de Sanabria y Alrededores y enlaza con Pedrazales. A 2 kilómetros, se llega a la rotonda que enlaza con la ZA-103, que se dirige a Vigo de Sanabria y San Martín de Castañeda. La carretera continúa con la margen sur del Lago de Sanabria enlazando con diversas playas, y termina llegando a Ribadelago Nuevo.  Por último, a menos de 1 kilómetro se encuentra Ribadelago Viejo, donde la carretera enlaza con la carretera de acceso al poblado de Moncabril y donde la carretera finaliza.

## Cruces
| Puebla de Sanabria ( N-525 ) - Moncabril ( Lago de Sanabria ) | Puebla de Sanabria ( N-525 ) - Moncabril ( Lago de Sanabria ) | Puebla de Sanabria ( N-525 ) - Moncabril ( Lago de Sanabria ) | Puebla de Sanabria ( N-525 ) - Moncabril ( Lago de Sanabria ) | Puebla de Sanabria ( N-525 ) - Moncabril ( Lago de Sanabria )                            | Puebla de Sanabria ( N-525 ) - Moncabril ( Lago de Sanabria )                                     | Puebla de Sanabria ( N-525 ) - Moncabril ( Lago de Sanabria ) | Puebla de Sanabria ( N-525 ) - Moncabril ( Lago de Sanabria ) | Puebla de Sanabria ( N-525 ) - Moncabril ( Lago de Sanabria ) |
| Esquema                                                       | PK                                                            | Sentido Lago de Sanabria (creciente)                          | Sentido Lago de Sanabria (creciente)                          | Sentido Lago de Sanabria (creciente)                                                     | Sentido Puebla de Sanabria (decreciente)                                                          | Sentido Puebla de Sanabria (decreciente)                      | Sentido Puebla de Sanabria (decreciente)                      | Notas                                                         |
| Esquema                                                       | PK                                                            | Velocidad                                                     | Elemento                                                      | Salida                                                                                   | Salida                                                                                            | Elemento                                                      | Velocidad                                                     | Notas                                                         |
| ------------------------------------------------------------- | ------------------------------------------------------------- | ------------------------------------------------------------- | ------------------------------------------------------------- | ---------------------------------------------------------------------------------------- | ------------------------------------------------------------------------------------------------- | ------------------------------------------------------------- | ------------------------------------------------------------- | ------------------------------------------------------------- |
|                                                               | 0,000                                                         |                                                               |                                                               | ZA-104 Lago de Sanabria El Puente de Sanabria - Ribadelago                               | N-525 Palacios de Sanabria - Requejo A-52 Benavente - Orense ZA-925 Puebla de Sanabria - Braganza |                                                               |                                                               |                                                               |
|                                                               | 0,500                                                         |                                                               |                                                               | Puebla de Sanabria                                                                       | Puebla de Sanabria                                                                                |                                                               |                                                               |                                                               |
|                                                               | 1,200                                                         |                                                               |                                                               | COMIENZO TRAMO ANIMALES SUELTOS                                                          | FIN TRAMO ANIMALES SUELTOS                                                                        |                                                               |                                                               |                                                               |
|                                                               | 1,500                                                         |                                                               |                                                               | ZA-L-2693 Castellanos Zona recreativa                                                    | ZA-L-2693 Castellanos Zona recreativa                                                             |                                                               |                                                               |                                                               |
|                                                               | 1,900                                                         |                                                               |                                                               | Castellanos                                                                              | Castellanos                                                                                       |                                                               |                                                               |                                                               |
|                                                               | 2,500                                                         |                                                               |                                                               | ZA-P-2666 Sampil - Robleda                                                               | ZA-P-2666 Sampil - Robleda                                                                        |                                                               |                                                               |                                                               |
|                                                               | 3,900                                                         |                                                               |                                                               | FIN TRAMO ANIMALES SUELTOS                                                               | COMIENZO TRAMO ANIMALES SUELTOS                                                                   |                                                               |                                                               |                                                               |
|                                                               | 4,050                                                         |                                                               |                                                               |                                                                                          |                                                                                                   |                                                               |                                                               |                                                               |
|                                                               | 4,150                                                         |                                                               |                                                               | EL PUENTE DE SANABRIA                                                                    | EL PUENTE DE SANABRIA                                                                             |                                                               |                                                               |                                                               |
|                                                               | 4,300                                                         |                                                               |                                                               | Río Tera                                                                                 | Río Tera                                                                                          |                                                               |                                                               |                                                               |
|                                                               | 4,350                                                         |                                                               |                                                               | ZA-P-2665 Trefacio - Doney de la Requejada ZA-P-2667 Barrio de Lomba                     | ZA-P-2665 Trefacio - Doney de la Requejada ZA-P-2667 Barrio de Lomba                              |                                                               |                                                               |                                                               |
|                                                               | 4,400                                                         |                                                               |                                                               | ZA-L-2692 Ilanes - Sotillo de Sanabria                                                   | ZA-L-2692 Ilanes - Sotillo de Sanabria                                                            |                                                               |                                                               |                                                               |
|                                                               | 4,490                                                         |                                                               |                                                               | Urbanización                                                                             | Urbanización                                                                                      |                                                               |                                                               |                                                               |
|                                                               | 4,500                                                         |                                                               |                                                               | EL PUENTE DE SANABRIA                                                                    | EL PUENTE DE SANABRIA                                                                             |                                                               |                                                               |                                                               |
|                                                               | 4,900                                                         |                                                               |                                                               | CURVAS PELIGROSAS                                                                        | CURVAS PELIGROSAS                                                                                 |                                                               |                                                               |                                                               |
|                                                               | 5,600                                                         |                                                               |                                                               | Casa del Parque Rabanillo                                                                | Casa del Parque Rabanillo                                                                         |                                                               |                                                               |                                                               |
|                                                               | 6,100                                                         |                                                               |                                                               | CUBELO                                                                                   | CUBELO                                                                                            |                                                               |                                                               |                                                               |
|                                                               | 6,270                                                         |                                                               |                                                               | Cubelo                                                                                   | Cubelo                                                                                            |                                                               |                                                               |                                                               |
|                                                               | 6,490                                                         |                                                               |                                                               | Cubelo                                                                                   | Cubelo                                                                                            |                                                               |                                                               |                                                               |
|                                                               | 6,500                                                         |                                                               |                                                               | CUBELO                                                                                   | CUBELO                                                                                            |                                                               |                                                               |                                                               |
|                                                               | 6,550                                                         |                                                               |                                                               | CURVAS PELIGROSAS                                                                        | CURVAS PELIGROSAS                                                                                 |                                                               |                                                               |                                                               |
|                                                               | 7,200                                                         |                                                               |                                                               | GALENDE                                                                                  | GALENDE                                                                                           |                                                               |                                                               |                                                               |
|                                                               | 8,300                                                         |                                                               |                                                               | GALENDE                                                                                  | GALENDE                                                                                           |                                                               |                                                               |                                                               |
|                                                               | 8,700                                                         |                                                               |                                                               | Comienzo del Parque natural del Lago de Sanabria y alrededores                           | Fin del Parque natural del Lago de Sanabria y alrededores                                         |                                                               |                                                               |                                                               |
|                                                               | 9,000                                                         |                                                               |                                                               | ZA-V-2641 Pedrazales                                                                     | ZA-V-2641 Pedrazales                                                                              |                                                               |                                                               |                                                               |
|                                                               | 10,550                                                        |                                                               |                                                               | ZA-103 Vigo de Sanabria - San Martín de Castañeda Laguna de los Peces Camping El Folgoso | ZA-103 Vigo de Sanabria - San Martín de Castañeda Laguna de los Peces Camping El Folgoso          |                                                               |                                                               |                                                               |
|                                                               | 10,800                                                        |                                                               |                                                               | Camping Peña Gullón                                                                      | Camping Peña Gullón                                                                               |                                                               |                                                               |                                                               |
|                                                               | 11,300                                                        |                                                               |                                                               | Playa de los Arenales de Vigo Playa del Folgoso                                          | Playa de los Arenales de Vigo Playa del Folgoso                                                   |                                                               |                                                               |                                                               |
|                                                               | 12,700                                                        |                                                               |                                                               | CURVAS PELIGROSAS                                                                        | CURVAS PELIGROSAS                                                                                 |                                                               |                                                               |                                                               |
|                                                               | 12,800                                                        |                                                               |                                                               | Camping Los Robles                                                                       | Camping Los Robles                                                                                |                                                               |                                                               |                                                               |
|                                                               | 13,300                                                        |                                                               |                                                               | CURVAS PELIGROSAS                                                                        | CURVAS PELIGROSAS                                                                                 |                                                               |                                                               |                                                               |
|                                                               | 13,500                                                        |                                                               |                                                               | CURVA PELIGROSA                                                                          | CURVA PELIGROSA                                                                                   |                                                               |                                                               |                                                               |
|                                                               | 13,600                                                        |                                                               |                                                               | Playa de Viquiella                                                                       | Playa de Viquiella                                                                                |                                                               |                                                               |                                                               |
|                                                               | 13,750                                                        |                                                               |                                                               | Playa de Custallago                                                                      | Playa de Custallago                                                                               |                                                               |                                                               |                                                               |
|                                                               | 14,600                                                        |                                                               |                                                               | CURVA PELIGROSA                                                                          | CURVA PELIGROSA                                                                                   |                                                               |                                                               |                                                               |
|                                                               | 14,850                                                        |                                                               |                                                               | RIBADELAGO NUEVO                                                                         | RIBADELAGO NUEVO                                                                                  |                                                               |                                                               |                                                               |
|                                                               | 15,400                                                        |                                                               |                                                               | RIBADELAGO NUEVO                                                                         | RIBADELAGO NUEVO                                                                                  |                                                               |                                                               |                                                               |
|                                                               | 15,900                                                        |                                                               |                                                               | RIBADELAGO VIEJO                                                                         | RIBADELAGO VIEJO                                                                                  |                                                               |                                                               |                                                               |
|                                                               | 16,000                                                        |                                                               |                                                               | Moncabril                                                                                | Moncabril                                                                                         |                                                               |                                                               |                                                               |
|                                                               | 16,100                                                        |                                                               |                                                               | CURVAS PELIGROSAS                                                                        | CURVAS PELIGROSAS                                                                                 |                                                               |                                                               |                                                               |
|                                                               | 16,200                                                        |                                                               |                                                               | Río Tera                                                                                 | Río Tera                                                                                          |                                                               |                                                               |                                                               |